# 陕南单叶铁线莲
陕南单叶铁线莲（学名：Clematis henryi var. ternata）为毛茛科铁线莲属下的一个变种。

## 扩展阅读
- 維基物種上的相關：陕南单叶铁线莲